# Félicie Hervieu
Pour les articles homonymes, voir Hervieu.
Félicie Hervieu, née Marie Félicité Bridoux le 22 septembre 1840 à Chémery-sur-Bar et morte le 20 juin 1917 à Montgon, est une personnalité française proche du mouvement de la démocratie chrétienne, qui a mis en place dans la ville de Sedan plusieurs innovations sociales.
Remettant en cause les « vertus » de la charité, elle est surtout connue pour avoir expérimenté sur le terrain de nouveaux modes d’assistance aux familles ouvrières soumises à des conditions de vie très dures. Elle a ainsi créé les premiers jardins ouvriers en France, même si le terme même de jardin ouvrier a été imaginé par le docteur Lancry, et si cette idée a été mise en exergue auprès de l’opinion publique et du monde politique par  l’abbé Lemire.

## Biographie

### Ses origines
Marie-Félicité Bridoux est née en septembre 1840 à Chémery-sur-Bar,. Ce village à 13 kilomètres de Sedan compte à l'époque plus de 750 habitants, le double pratiquement de sa population un siècle plus tard. C'est un bourg à la fois rural et industriel, avec des exploitations agricoles mais aussi une brasserie, des carrières de pierres et une entreprise textile, la filature Poursain, dans un grand bâtiment sur 3 niveaux,. Les personnes qui travaillent à la filature participent bien souvent à des travaux agricoles ponctuellement, et  chaque famille a son jardin.
Son père est ébéniste et sa mère travaille également, comme sage-femme,.  Elle-même veut faire des études de médecine, mais cette profession est encore fermée aux femmes. Elle devient sage-femme comme sa mère. À 19 ans, elle épouse le 3 septembre 1859 Honoré Désiré Hervieu, de 12 ans plus âgé qu'elle, né à Lalonde, en Haute-Normandie. Il est «montreur de nouveautés», mais s'établit à Sedan pour y fonder une manufacture textile. Le couple n'appartient pas encore à la haute bourgeoisie ardennaise : leurs témoins de mariage sont un employé de banque, un employé de fabrique, un commis et un garde-éclusier,. Les années qui suivent leur permettent de concrétiser à la fois leur projet d'entreprise et une famille, avec sept enfants, quatre garçons, nés successivement en 1860, 1862 (décédé jeune), 1871 et 1876, et trois filles nées en 1865, 1868 et 1879. Pour autant, il semble que Félicie Hervieu ait continué à exercer comme sage-femme une bonne partie des années 1860 tout en secondant son mari : ainsi dans les actes de naissance de ses enfants, elle n'est dite sans profession qu'à partir de 1868.
Son mari décède en 1896. Elle aide progressivement ses enfants à prendre en main la gestion de l'entreprise. Provisoirement à la tête de la société, elle se sent d'autant plus concernée par les conditions de vie de ses employés et de leur famille.

### Ses réalisations
En 1889, elle désespère de trouver une solution pour une famille de dix personnes, qui bénéficie d'aides financières de sa part depuis un certain temps, mais qui n'arrive pas revenir à une situation financière plus sereine. Elle imagine alors un mécanisme les encourageant à épargner : elle s'engage à leur verser  chaque mois six francs à la Caisse d’épargne, si eux, de leur côté, versent trois francs dans la même période. Hésitants, ils finissent par accepter cet abondement conditionnel sur leur épargne qui leur permet de la tripler, et au bout de l’année ils possèdent cent huit francs. Elle les incite alors à louer un jardin, et à le cultiver. Après une forte réticence, le terrain est finalement loué : ils le travaillent, parents et enfants, «sans entrain, puis avec plaisir, puis avec ardeur», et tirent de cette production à la fois un complément alimentaire et un bénéfice, en revendant le surplus. La famille ainsi aidée se met à l'abri de la misère, de façon un peu plus pérenne.
L'initiative l'encourage à créer une association, L'Œuvre pour la reconstitution de la famille, pour étendre à plus de personnes des modes d'assistance qui passent par l'incitation à l'épargne, la prise en charge de crèche, la mise à disposition de jardins  et de la formation. Les idées forces de Félicie Hervieu sont de s'appuyer sur la structure familiale et de substituer à l’aumône des aides aidant réellement chaque famille à retrouver une autonomie, une confiance en elle et une fierté. Le comité à la tête de l'association est composée uniquement de femmes, mais réussit à obtenir le support et le concours des pouvoirs publics. Le directeur général de l'Assistance publique de Paris les encourage, ainsi que le député des Ardennes (de centre gauche) et ancien maire de Sedan, Auguste Philippoteaux. Concernant les jardins, qui ne s'appellent pas encore jardins ouvriers, les ressources de l'association lui permettent au printemps 1893 de mettre à disposition de 27 familles une superficie totale de 14 000 mètres carrés. La surface est accrue d'année en année et en 1898, 125 familles bénéficient de parcelles,.
L'idée d'espaces mis à dispositions des familles avait été imaginé également par un médecin et pédagogue, Daniel Gottlob Moritz Schreber, en Allemagne, dans un esprit initialement différent, mais il est peu probable que cette expérience allemande ait été connu de Félicie Hervieu. Celle-ci s'emploie à diffuser ses propositions et son expérience. Elle anime des conférences, participe à des expositions et rédige des fascicules, dont l'Appel aux mères de France en 1891, et l'Appel aux pères et mères des classes laborieuses en 1892, y mêlant une présentation de ses réalisations très concrètes et des idées plus utopiques. En 1893, elle fait parvenir à un curé et député du Nord, l'abbé Lemire, fraîchement élu, un de ses fascicules. Celui-ci le transmet à un de ses amis, le docteur Lancry, qui trouve que cette publication mélange des choses essentielles avec des détails trop minutieux, mais synthétise quelques idées intéressantes pour le député. C'est ce docteur Lancry qui trouve ce terme de jardin ouvrier après s'être rendu à Sedan à la rencontre de Félicie Hervieu. Le 4 janvier de cette année 1895, un article du journal Le Temps, en première page, intitulé «Une forme nouvelle d'assistance par le travail», est consacré aux réalisations sociales de Félicie Hervieu dont les jardins ouvriers. Cet article attire l'attention d'un jésuite de Saint-Étienne, le père Volpette, qui est séduit également par l'idée et qui la met en œuvre dans ce département de la Loire.

### Le contexte social et politique
Ces années 1890 sont déterminantes dans la vie politique française. C'est la fin du boulangisme, ce rassemblement éclectique, autour du général Boulanger, de républicains révisionnistes, de bonapartistes et de monarchistes désireux de renverser la République. C'est l'affirmation du choix du régime républicain en France. C'est à gauche l'émergence de partis ouvrier, mais aussi dans les entreprises la création de syndicats, avec la présence dans les Ardennes d'un Jean-Baptiste Clément pour mettre en place ces organisations de salariés.
Outre la présence de Jean-Baptiste Clément, le climat social est tendu dans le Nord des Ardennes, en pays sedanais comme dans la vallée de la Meuse. Les conditions ouvrières sont dures en cette fin du XIXe siècle avec un capitalisme naissant, un droit du travail embryonnaire et des mouvements de grèves dans l'industrie textile et métallurgique.
En 1891 a été publiée par le pape Léon XIII l'encyclique Rerum novarum, qui condamne « la misère et la pauvreté qui pèsent injustement sur la majeure partie de la classe ouvrière » tout autant que le « socialisme athée ». L'année suivante, ce même pape encourage les catholiques français, dans une autre encyclique, Au milieu des sollicitudes, publiée exceptionnellement en français, à se rallier clairement à la République. Il trace ainsi une ligne directrice à la frange modérée des catholiques, et donne un signe d'encouragement au mouvement démocrate-chrétien. Félicie Hervieu, ainsi que l'abbé Lemire, sont proches de cette mouvance des démocrates-chrétiens, critiquée à la fois par les catholiques les plus conservateurs et par les mouvements ouvriers. Ces derniers voient dans leurs actions sociales une forme de paternalisme patronal.
Dans les Ardennes, les actions sociales de Félicie Hervieu sont soutenues par l'Union démocratique des Ardennes (UDA), animée notamment par l'industriel Léon Harmel et regroupant les militants démocrates chrétiens du département, et leur périodique, La Vérité Sociale, un hebdomadaire paraissant le samedi. Un autre industriel, Adolphe Clément, apporte également son soutien .

### Retrait
Mais le développement des jardins ouvriers, associé à des rentrées d'argent aléatoires,  une relation désormais tendue avec le maire de Sedan, Auguste Phillipoteaux fils, et la faillite en parallèle de l'entreprise de textile familiale, viennent à bout des forces de Félicie Hervieu. Elle démissionne du comité qui gère les jardins, et une nouvelle organisation est mise en place, sans elle, pour pérenniser cette réalisation sociale.
Il semble que Félicie Hervieu préfère dès lors quitter la ville de Sedan. Ses correspondances avec l'Académie de Médecine font apparaître deux adresses, l'une à Mélimé, commune de Montgon, et l'autre à Montcornet (Aisne), où une de ses filles était institutrice.
Elle est décédée à Montgon le 20 juin 1917.

## Hommages
- Une allée porte son nom dans le 14e arrondissement de Paris, en France.
- Un jardin partagé porte, depuis 2021, son nom à Châtillon, dans les Hauts-de-Seine, en France.

### Presse de l’époque
- Paul Acker, « Œuvres sociales de femmes », Revue des deux Mondes, vol. 42,‎ novembre-décembre 1907, p. 403-424 (lire en ligne).
- Paul Strauss, « Une œuvre sociale. Le jardinet populaire », Le Figaro,‎ 18 mai 1906, p. 1 (lire en ligne).
- Lailler, « Jardins ouvriers », Bulletin de la Société industrielle de Rouen, vol. 42,‎ 1904, p. 448-443 (lire en ligne).
- Paul Lagardère, « Les jardins ouvriers », Le Petit Parisien,‎ 31 décembre 1903, p. 2 (lire en ligne).
- Gustave Lancry, « Le Sanatorium à domicile par le jardin ouvrier », Société dunkerquoise pour l'encouragement des sciences, des lettres et des arts, vol. 38,‎ 1903, p. 235-266 (lire en ligne).
- Jean Frollo, « Le Jardin de l’Ouvrier », Le Petit Parisien,‎ 26 mai 1901, p. 1 (lire en ligne).
- V. Vansteenberghe, « le mouvement social catholique depuis l’encyclique Rerum Novarum », La revue de Lille,‎ 2 juin 1901, p. 826-861 dont 843 (lire en ligne).
- Emmanuel Desgrées du Loû, « Les jardins ouvriers », L'Ouest-Éclair,‎ 21 octobre 1899, p. 1 (lire en ligne).
- Rédaction le Temps, « Menus propos », Le Temps,‎ 2 juin 1899, p. 1 (lire en ligne).
- Rédaction le Temps, « Une forme nouvelle d'assistance par le travail », Le Temps,‎ 4 janvier 1895, p. 1 (lire en ligne).

### Webographie
- « Les Jardins Ouvriers de Sedan (depuis 1889) », sur le site www.tourisme-sedan.fr.
- « Rendons-à César ce qui est à César et à Félicie Hervieux ce qui lui revient ! », sur le site www.irreductible-monsois.com.
- « Registre des mariages à Sedan (1853-1859). Mariage de Honoré Désiré Hervieu et de Marie-Félicité Bridoux (image 557/593) », sur le site des Archives départementales des Ardennes.